# Najpiękniejsze Kolędy śpiewa Teresa Werner
Najpiękniejsze Kolędy śpiewa Teresa Werner – muzyczny album piosenkarki Teresy Werner zawierający zbiór piętnastu polskich kolęd, wydany w 2015 roku przez Wydawnictwo Muzyczne Eska. 

## Utwory
| 1.  | Wśród nocnej ciszy               | 2:48 |
| 2.  | Cicha noc                        | 2:55 |
| 3.  | Przybieżeli do Betlejem Pasterze | 2:56 |
| 4.  | Bóg się rodzi                    | 2:40 |
| 5.  | Oj Maluśki, Maluśki              | 3:37 |
| 6.  | W żłobie leży                    | 3:18 |
| 7.  | Gdy śliczna Panna                | 3:02 |
| 8.  | Gdy się Chrystus rodzi           | 3:50 |
| 9.  | Lulajże Jezuniu                  | 3:22 |
| 10. | Dzisiaj w Betlejem               | 3:35 |
| 11. | Jezus malusieńki                 | 3:35 |
| 12. | Wesołą nowinę                    | 3:29 |
| 13. | Ach ubogi żłobie                 | 2:25 |
| 14. | O Gwiazdo Betlejemska            | 2:44 |
| 15. | Pójdźmy wszyscy do stajenki      | 3:01 |